# Patricia Shaw
Patricia Shaw (ur. 26 maja 1928 w Melbourne, zm. 25 lipca 2024 w Gold Coast) – australijska powieściopisarka.

## Życiorys
Przez wiele lat pracowała jako nauczycielka i publicystka. Asystowała gubernatorowi Queensland zajmując się początkami osadnictwa w Australii. Na podstawie zdobytej wiedzy napisała dwie książki zaliczane do literatury faktu. Jednak dopiero w wieku 52 lat zaczęła pisać powieści. Wiele z nich zostało przetłumaczone na język polski. Akcję swoich książek umieściła w Australii w drugiej połowie XIX wieku, w okresie tzw. "gorączki złota". Kilka z nich doczekało się kontynuacji. Do najbardziej znanych zalicza się Rzekę Słońca (1991) oraz Poszukiwaczy marzeń (2002). Szacuje się, że na całym świecie sprzedano około 4,5 mln książek jej autorstwa.

## Nagrody
- Corine Literature Prize (wybór czytelników) za The Five Winds, 2004

### Literatura Faktu
- Brother Digger (1984)
- Pioneers of a Trackless Land

### Powieści
- Dolina Lagun (Valley of Lagoons, 1989)
- Rzeka Słońca (River of the Sun, 1991)
- Pióro i Kamień (The Feather and the Stone, 1992)
- Nad wielką rzeką (Where the Willows Weep, 1993)
- Cry of the Rainbird (1994)
- Ognie fortuny (Fire Fortune, 1995, kontynuacja Rzeki Słońca)
- The Opal Seekers (1996)
- Glittering Fields (1997)
- A Cross of Stars (1998)
- Zatoka Orchidei (Orchid Bay, 1999)
- Waiting for the Thunder (2000, kontynuacja Pióra i Kamienia)
- Poszukiwacze marzeń (The Dream Seekers, 2002)
- On Emerald Downs (2002)
- The Five Winds (2003, kontynuacja Zatoki Orchidei)
- Storm Bay (2005)
- The Captain's Lady (2007)
- Mango Hill (2007, kontynuacja Doliny Lagun)